# WebP
WebP је формат слике који користи и компресију са губитком и компресију без губитка. Тренутно га развија Гугл, заснован на технологији стеченој куповином компаније On2 Technologies. Као дериват VP8 видео формата, он је сестрински пројекат WebM мултимедијалном контејнер формату. WebP софтвер објављен је под BSD лиценцом.
Формат је први пут предсстављен 2010. као нови отворени стандард за графику у боји на Интернету, који даје мање фајлова сличног квалитета слике као старији JPEG Гугл је 3. октобра 2011. године објавио подршку WebP за анимацију, ICC профил, XMP метаподатке и тајлинг (композитицију веома велике слике са максималних 16384 × 16384 плочица).
Дана 18. новембра 2011. Гугл је почео да експериментише са компресијом без губитака и подршку за Транспарентност (алфа канал) у оба компресије са и без губитака; подршка је подразумевано омогућена у libWebP 0.2.0 (16. август 2012). Према Гугл мерењима, конверзија из PNG до WebP за последицу има смањење за 45% величине датотеке приликом стартовања са PNG датотека нађених на Интернету, и смањење од 28% у односу на PNG.
Гугл је предложио корист WebP за анимиране слике као алтернативу популарном Gif формату, наводећи предности 24-битне боје са транспарентношћу, комбинујући фрејмове са компресијом са и без губитака у истој анимацији, и као и подршку за тражење специфичних фрејмова. Гугл наводи смањење од 64% величине датотеке за слике конвертоване из анимираног Gif формат у WebP са компресијом са губицима и смањење од 19% када се конвертује у WebP са компресијом без губитака.

## Технологија
| Бајтови | Садржај             | Садржај             | Садржај             | Садржај             |
| ------- | ------------------- | ------------------- | ------------------- | ------------------- |
| 0- 3    | R                   | I                   | F                   | F                   |
| 4- 7    | дужина+8            | дужина+8            | дужина+8            | дужина+8            |
| 8-11    | W                   | E                   | B                   | P                   |
| 12-15   | V                   | P                   | 8                   | ␠                   |
| 16-19   | дужина (постављена) | дужина (постављена) | дужина (постављена) | дужина (постављена) |
| 20- …   | VP8 кључни          | VP8 кључни          | VP8 кључни          | VP8 кључни          |
| подлога | ␀ (највећа дужина)  | ␀ (највећа дужина)  | ␀ (највећа дужина)  | ␀ (највећа дужина)  |

Алгоритам компресије са губицима формата WebP се заснива на унутар-оквирном кодирању VP8 видео формата и размена ресурса формат података (РРФП) као Контејнер формата. Као такав, то је блок заснован на шеми трансформација са осам бита дубине боје и осветљење-интензитет боје модела са хром колориметром по односу 1:2. Без даљег садржаја, обавезно Rif контејнер има изнад главе од само двадесет бајтова, али може држати додатне метаподатаке. Бочна дужина WebP слика је ограничена на 16,383 пиксела.
WebP се заснива на блоку предвиђања. Сваки блок је предвидео на вредности из три блока изнад њега и од једног блока лево од њега (блок декодирање врши се у растер-скенирање како: слева надесно и одозго надоле). Постоје четири основна начина блок предвиђања: хоризонтално, вертикално, ДЦ (једна боја), и ТруМоушн. Непредвиђени подаци и блокови су компримовани у 4 × 4 пикел суб-блок са Дискретном косинусном трансформацијом или Волш-Хадамард трансформацијом. Обе трансформације су урадили са фиксне тачке аритметика како би се избегле грешке у заокруживању. Излаз је компримовани са ентропије кодирање. WebP има недвосмислену подршку за паралелно декодирање.
Референтна имплементација се састоји од конвертора софтвера у виду програма командне линије за Линукс (cWebP) и програмирања библиотеке за декодирање, као и за WebM.
Компресија без губитака WebP користи напредне технике као што су посвећене ентропије кодова за различите канале боја, користећи 2D локалитет заосталим референтним растојањима и боје кеша недавно коришћених боја. Ово допуњује основне технике као што су речник кодирања и Хуфман кодирање

## Подршка
Међу веб претраживачима, Google Chrome-а и Опере изворно подржавају WebP. Сви WebМ-компатибилни претраживачи могу да прикажу WebP преко JavaScript подметача. WebP такође може бити приказан у свим главним претраживачима користећи WebРЈС JavaScript библиотеку, иако је подршка у Internet Exploer-u 6 и изнад се постиже коришћењем Флеша.
Међу графичким софтверима, Пикаса (од верзије 3.9)., FotoLinija, Пикселматор, МагијаСлике ИкснПоглед, ИрфанВју и ГДАЛ све природно подржавају WebP. Телеграфија је објавила бесплатан додатак који омогућава подршку WebP у Adobe Фотошопу. Додатак је последњи пут ажуриран у 2013. години, тако да штеди коришћење старије ревизије WebP формата. Гугл је такође објавио додатак за Microsoft Windows која омогућава WebP подршку у Windows Фото Вјуверу, Мајкрософт Офис 2010 и било која друга апликација која користи Windows Imaging Component.
ФФмпег повезан са либвпик може издвојити ВП8 кључне оквире од ВебМ медија и скрипте после се може доадти WebP Рифф заглавље и НУЛ плочица бајт за дужине непарног оквира. У међувремену, ФФмпег подржава либWebP директно.
Gmail и Пикаса веб албуми (Обе Гуглове веб апликације) подржавају WebP. Подршка WebP је такође планирана за Гугл Апп Мотор. Претходни преглед карактеристика Гугл Претраживача тренутно користи WebP интерно да смањи простор на диску који се користи у прегледима. Андроид 4.0 подржава кодирање и декодирање WebP слике (преко битмап и Skajpa). SDL_image supports the format since 1.2.11.
Телеграм курир користи WebP за своје налепнице, тврдећи да се приказују 5 пута брже у односу на друге формате које обично користе у апликацијама за размену порука.

## Ограничења
Као ВП8 на којима је заснована, компресија са губитком WebP подржава само 8-битни ИУВ 4: 2: 0 формат, која може довести до губитка боје на сликама са танким елементима контраста (као што су пиксел арт и рачунарска техника) и појављивање у анаглифу.

## Критика
У септембру 2010. године, Фиона Гласер, програмер из x264 енкодера, написала је веома рану критику WebРа. Упоређујући различита кодирања (JPEG, x264, и WebP) од референтне слике, она је изјавила да је квалитет WebP-кодираног био најгори од три резултата, највише због умрљаности на слици. Њена главна примедба је да је "libpvk, много моћнији кодер од ffmpeg-a jpeg encoder-a, јер се превише труди да оптимизује за PSNR" (сигнал-шум), тврдећи уместо тога да [хо-визуелне] оптимизације су важније од било чега другог за компресију. "
Паскал Массимино, програмер из cWebP енкодера, јавља побољшања у WebP енкодеру са бројем кварова решених из претходног издања. Као WebP (и WebM стандард на којем је заснована) је формат отвореног извора под активним развојем, питања се могу очекивати да ће бити решена.
У октобру 2013, објавио је свеобухватну студију тренутног, Још Аса из Мозиле, о компресији са губитком и није могао да закључи где је WebP надмашила JPEG .